# 韋地雅曼達拉天主教大學
韋地雅曼達拉天主教大學（英語：Widya Mandala Catholic University）是印尼東爪哇省泗水市的一所天主教私立大學，由泗水教區管理。 该大學成立於1960年

## 背景
韋地雅曼達拉天主教大學講求以「非為學而為生活而學」的精神，定位自身為一所致力於提升與發展生活質量的高等教育機構。根據這一宗旨，該大學的學習過程強調多元的學習資源、領導力培養、職場實習、創新思維、服務心態培養，以及跨文化學習，旨在培養出未來令人自豪的領袖人才。
韋地雅曼達拉天主教大學由韋地雅曼達拉基金會通過1960年1月4日的001/Ja/Sek/60號決議成立，並經公證人Anwar Mahajudin於1960年的第42號公證文書確認。目前，該大學在泗水市擁有三個校區，分別是迪諾約校區（第一校區）、卡利茹丹校區（第二校區）和帕庫雲城校區（第三校區）。

## 校訓
韋地雅曼達拉天主教大學的教學過程建立在專業的高等教育管理基礎上，旨在實現員工和學生在身心靈領域的福祉。韋地雅曼達拉天主教大學重視高等教育的崇高價值觀，包括關懷、承諾和熱情。希望韋地雅曼達拉天主教大學的畢業生具有富有精神的態度、道德品行和專業能力，成為具有特色的人才。

## 成員資格與協會
韋地雅曼達拉天主教大學是東南亞及東亞天主教學院和大學協會（ASEACCU）和印尼天主教大學協會（APTIK）的成員。此外，韋地雅曼達拉天主教大學的商學院是印尼少數幾所被AACSB認證的大學之一。

## 國際合作
作為泗水市一所領先的高等教育機構，韋地雅曼達拉天主教大學擁有廣泛的國內外知名大學合作網絡，使其學生有機會在國內外獲得廣泛的學習機會。
以下是幾個已與韋地雅曼達拉天主教大學建立國際合作關係的國家和大學：
1. 澳大利亞：昆士蘭大學（University of Queensland）、阿德萊德大學（University of Adelaide）、科廷大學（Curtin University）、紐卡斯爾大學（University of Newcastle）、澳洲天主教大學（Australian Catholic University）
2. 加拿大：溫哥華島大學（Vancouver Island University）、馬拉斯皮納學院（Malaspina University College）
3. 美國：德克薩斯州農業部門站（Texas Agricultural Department Station）
4. 臺灣：國立臺灣科技大學、輔仁大學、中華大學、國立臺北科技大學、淡江大學
5. 荷蘭：海牙應用科技大學（The Hague University of Applied Science）
6. 中國：广东外语外贸大学、广西师范大学、浙江工业大学
7. 菲律賓：德拉薩爾大學達斯馬利納斯分校、亞當森大學、亞太大學
8. 挪威：BI挪威航運學院（BI Norwegian Shipping Academy）
9. 泰國：清邁大學、曼谷聖路易斯學院

## 專業

### 學士學位
- 師範學院與教育科學院
  - 語言與藝術教育系
    - 英語教育學程

  - 數學與自然科學教育系
    - 物理教育學程
- 藥劑學院
  - 藥劑學學程
  - 藥劑師專業教育學程（Apt.）
- 商學院，為AACSB國際會員
  - 會計學學程
  - 管理學學程
  - 國際商業管理（IBM）學程
  - 國際商業會計（IBAcc）學程
  - 數字商業管理（DBM）學程
- 工程學院
  - 電機工程學學程
  - 化學工程學學程（與國立臺灣科技大學設有雙學位計畫）
  - 工業工程學學程
- 農業技術學院
  - 食品與營養技術學學程
- 心理學院
  - 心理學學程
- 護理學院
  - 護理科學學程
  - 護理教育專業學程（NERS）
- 哲學院
  - 哲學學程
- 傳播學院
  - 傳播學學程
- 醫學院
  - 醫學科學學程
  - 醫學專業學程（醫師）
- 企業管理學院
  - 企業管理學學程

### 三年制文憑
- 秘書學院
- 會計學三年制文憑

### 研究生課程
- 戰略管理碩士學程
- 財務管理碩士學程
- 會計碩士學程
- 英語教育碩士學程
- 管理學博士學程

## 校友
韋地雅曼達拉天主教大學已經擁有數千名校友，他們分布在國內外的政府機構、私營企業、創業家和學術界。此外，韋地雅曼達拉天主教大學與印尼多家知名企業保持持續合作，使其畢業生有機會獲得廣泛的職業發展機會。
- 賽特亞·諾凡托（Setya Novanto），印尼眾議院議長（2016-2017年）